# 外衣
外衣或稱作外套、褂、外褂，是穿在最外的上半身服裝，有著大體積、長袖，以鈕扣、拉鏈或腰帶束起來，在穿著時可覆蓋上身的其他衣服，一般用作保暖或抵擋雨水的用途。

## 大衣
大衣（Coat）是一種長度超過腰部的长外套。西式長外套。

## 风衣

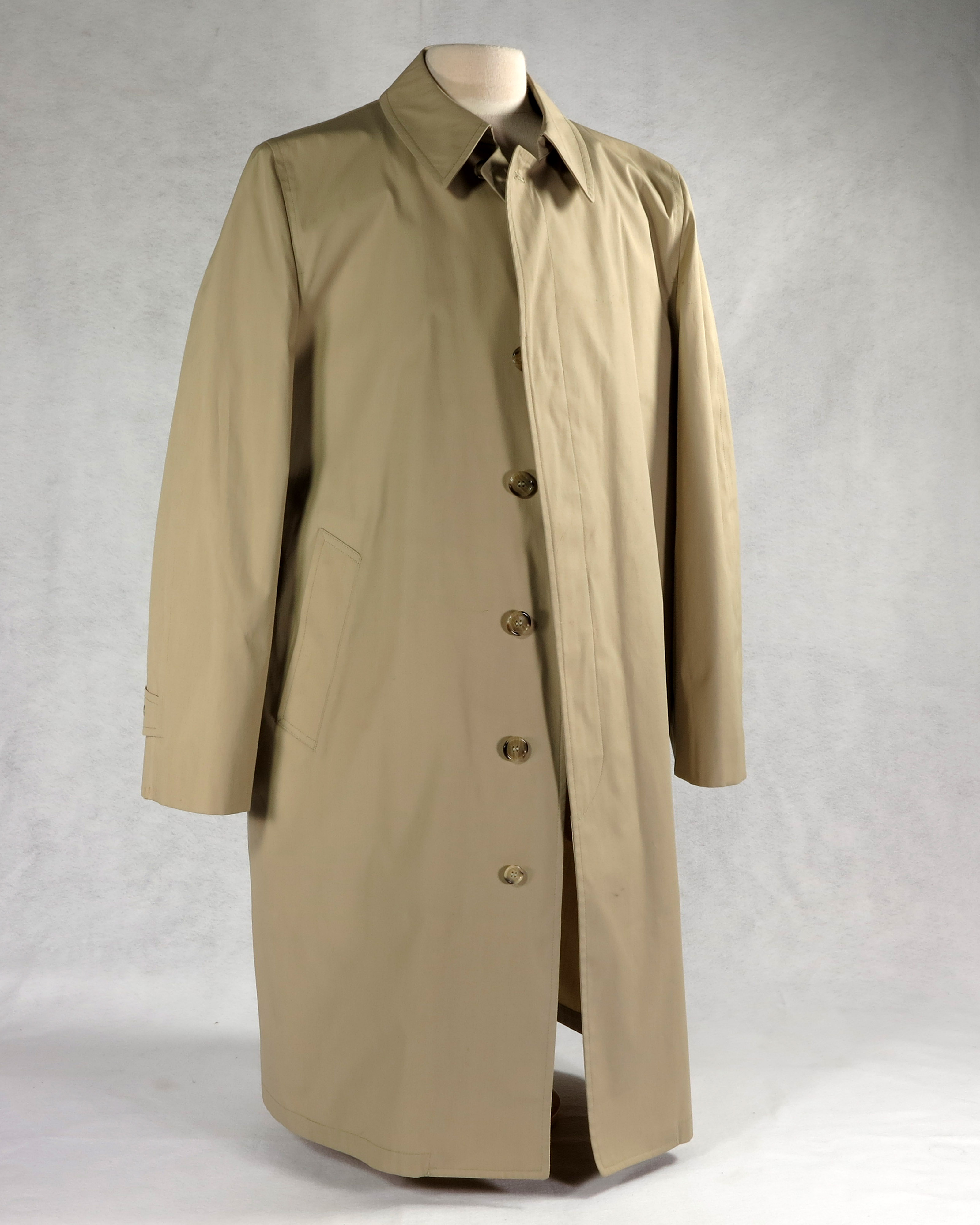
戰壕大衣

风衣中文里指一种能遮风、挡雨、御寒的长外套。穿在最外面用來防禦風寒的外衣。

## 夾克

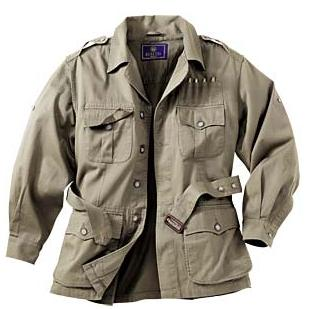
夾克外套

夾克（法語：Jaquette；英語：Jacket），是一種長度至腰部或臀部的外套。夾克通常是長袖，而且多在前面扣合。相較於大衣（Coat），它顯得更輕便、更合身，樣式也更為簡單。

## 防塵衣

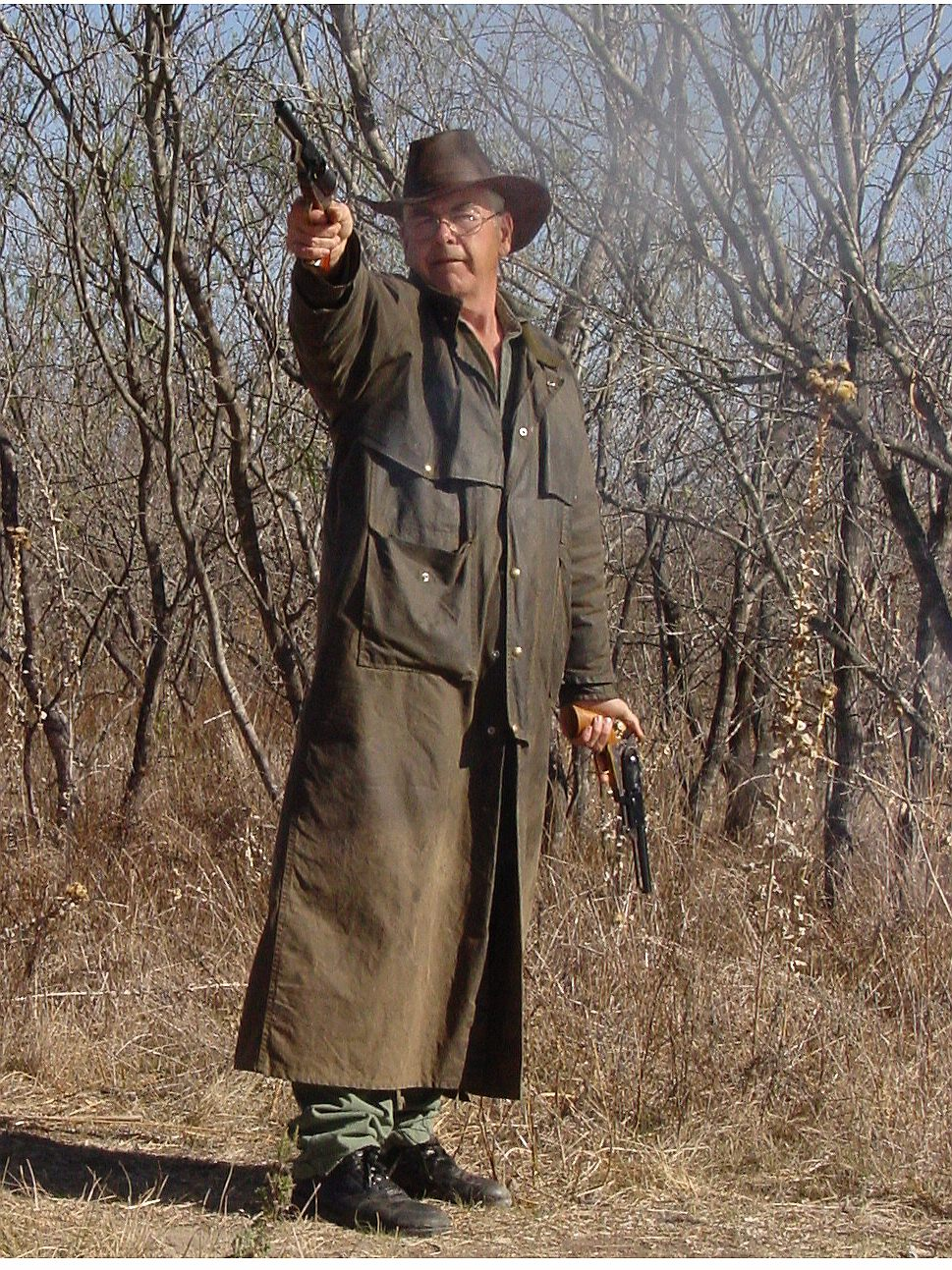
穿着防塵衣的牛仔

防尘衣（Duster或Duster Coat） 是早期美国西部牛仔装在身上的外套，主要作用是在骑马时保护他们的衣服，以及防尘。20世纪后，人们改为用来坐车时防尘。

## 連帽衣
Cagoule, Cagoul, Kagoule 或 Kagool 法语原意为兜帽(Hood),可以理解为带帽斗篷。最大的特点是非常薄，字典中的解释是有帽薄防风衣，还可以在悲惨的天气中保持温暖和干燥。

## 其他
因为英文中收录了许多外来词以及不同地区的演变，有许多词汇翻译成中文后也被归类为大衣/风衣。但这类词汇在日常生活中较少用到，英文中甚至可以直接用外套Coat代替，这些都包括：Chesterfield coat（切斯特菲爾德大衣）、Greatcoat、 Redingote、Frock overcoat、Ulster coat、Inverness coat、Paletot coat、Paddock coat、Covert coat等等（简单的说就是**大衣）。
1. ↑  .   [2018-07-05]. （原始内容存档于2018-07-05）.